# Луїс Кастільйо
Луїс Кастільйо (ісп. Luis Castillo; Гуаякіль) — еквадорський боксер, призер Панамериканських ігор.

## Аматорська кар'єра
На Панамериканських іграх 1979 програв півфінальний бій Нарцисо Малдонадо (Пуерто-Рико) і отримав бронзову медаль.
На Олімпійських іграх 1980 програв у першому бою Юргену Фанґгенелу (НДР).
На Кубку світу 1981 в другому поєдинку програв Олександру Ягубкіну (СРСР) і отримав бронзову медаль.
На чемпіонаті світу 1982 програв у другому бою Гжегожу Скшечу (Польща).
На Панамериканських іграх 1983 програв у першому бою Ауреліо Тойо (Куба). Того ж року на Кубку світу здобув перемогу над Джеймсом Омонді (Кенія) і без бою пройшов Віллі де Віта (Канада), а у фіналі програв Олександру Ягубкіну і отримав срібну медаль.